# Hulio Iglesijas
Hulio Hose Iglesijas de la Kueva (Madrid, Španija, 23. septembar 1943), poznatiji kao Hulio Iglesias, je španski pevač koji je do danas objavio 77 albuma i prodao preko 300 miliona diskova širom sveta. Prema Sony Music Entertainment, jedan je od 10 komercijalno najuspješnijih muzičkih umetnika u istoriji. Dok je međunarodnu slavu postigao 1970. i 1980. kao izvođač romantičnih balada, uspeh je kasnije nastavio i u drugim muzičkim izrazima.

## Detinjstvo i mladost
Rođen je u Madridu, kao najstariji sin dr Hulija Iglesiasa Puge i Marije del Rosario de la Kueva y Perignat. Porodica Iglesiasovog oca bila je iz Galicije, dok njegova majka, iz jevrejske porodice, vuče poreklo iz Andaluzije, Portorika i Kube. Ima mlađeg brata Karlosa.
Šezdesetih godina dvadesetog veka je studirao pravo u Madridu i bio je golman u Real Madridu. Fudbalsku karijeru je morao da prekine 1963. zbog saobraćajne nesreće. Doktori su smatrali da neće više moći da hoda, ali premda i danas prima terapiju, nakon tri godine potpuno se oporavio. Tokom oporavka, da bi vežbao pokretljivost ruku, počinje da svira gitaru. Kasnije nastavlja akademske studije i putuje u Veliku Britaniju zbog učenja engleskog jezika, prvo u Remsgejtu, potom u Bell Educational Trust's Language School u Kembridžu.

## Karijera
Godine 1968, pobedio je s pesmom La vida sigue igual na festivalu Festival Internacional de la Canción de Benidorm, iz istoimenog filma o njegovom ličnom životu, nakon čega je potpisao ugovor sa Discos Columbia, španskim ogrankom Columbia Records-a. S pesmom Gwendolyne, predstavljao je Španiju na Evroviziji 1970. godine, plasiravši se četvrti nakon severnoirske pevačice Dane i predstavnice Velsa Meri Hopkin. Ubrzo potom s pesmom Un Canto A Galicia postiže prvo mesto na top listama u mnogim evropskim zemljama, singl koji se samo u Nemačkoj prodao u milion primeraka. Godine 1975, postiže uspeh u Italiji pesmom na italijanskom jeziku Se mi lasci non vale (If You Leave Me, It Can't Be). Iz tog perioda ističu se albumi A Flor de Piel (1974. godine, s evropskim hitom Manuela), El Amor (1975. godine), i Soy (1978. godine). Pevao je takođe i na francuskom, jedna od poznatih pesama je Je n'ai pas changé.
Nakon razvoda od Isabel Prejsler 1979, preselio se u Majami, u Sjedinjenim Državama, potpisao ugovor s CBS-om, i započeo je da peva i na drugim jezicima: engleskom, portugalskom, i nemačkom. Godine 1981. objavio je album De Niña a Mujer, s kojeg dolazi njegov prvi hit u Engleskoj, španska obrada pesme Begin the Beguine koja je postala broj 1 u Velikoj Britaniji. Godine 1984. izdao je album 1100 Bel Air Place kojim stiče status svetske zvezde. Samo u SAD-u prodat je u 4 miliona primeraka, pa je prvi singl, duet s Vilijem Nelsonom To All the Girls I've Loved Before, postigao peto mesto na Billboard Hot 100. S istog je albuma i singl All of You, duet s Dianom Ros.
Godine 1988. osvojio je Gremi za najbolji latinski pop album Un Hombre Solo (1987), a iste godine je snimio i duet sa Stevijem Vunderom My Love, objavljen na albumu Non Stop. Devedesetih godina se vratio svojoj izvornoj španskoj melodiji albumom Tango (1996), nominovanom za Gremi za najbolji latinoamerički pop album 1998. godine, ali nagrada je otišla albumu Romances, meksičkog pevača Luisa Migela. Iste godine, njegov najmlađi sin iz prvog braka, Enrike Iglesias, takođe je nominovan za svoj album Vivir. Kasnije iste godine u Monaku je osvojio World Music Award za album Tango, gde je po drugi put bio u konkurenciji s Luisom Migelom i svojim sinom Enrikeom. Godine 1995, gostovao je u muzičkom videu pesme Amandote meksičke pevačice Talije, dok je ona nastupila u Iglesiasovom videu za pesmu Baila Morena. 2003. je objavio album Divorcio, koji se prvih dana prodao u rekordnih 350 000 primeraka u Španiji i postigao prva mesta na top listama u Španiji, Portugalu, Francuskoj, Italiji, i Rusiji.
Godine 2003. i 2004. bio je na desetomesečnoj svetskoj turneji, tako da je na vrhuncu uspeha albuma Divorcio obišao Evropu, Aziju. Severnu i Južnu Ameriku i Afriku. Većina koncerata bila je rasprodana u samo nekoliko dana. Godine 2004. zajedno sa svojom devojkom Mirandom Rijnsburger snimio je duet božićne pesme Tiha noć. Snimak je bio objavljen na Iglesiasovoj zvaničnoj veb stranici.
Godine 2006. objavljen je novi album na engleskom jeziku Romantic Classics. U omotu albuma, koji je izbacio hitove I Want To Know What Love Is, Careless Whisper, i Right Here Waiting, Iglesias kaže: „Odabrao sam pesme iz 1960-ih, 1970-ih i 1980-ih za koje verujem da će se smatrati novim standardima”. Romantic Classics bio je najbolji Iglesiasov debi na top listama, s 31. mestom u Sjedinjenim Državama, 21. u Kanadi, 10. u Australiji i prvim mestima u Evropi i Aziji. U tonski studio se vratio radi snimanja pesama na filipinskom i indonežanskom jeziku za azijska izdanja Romantic Classicsa, koja su postigla rekordne prodaje u azijskoj industriji zabave. Zbog promocije tog albuma nastupio je i u brojnim tv emisijama u svetu i u SAD-u: kao Dancing With The Stars (sa izvođenjem pesme I Want To Know What Love Is), Good Morning America, The View, Fox and Friends, i Martha Stewart.

## Privatni život
Godine 1971, oženio se filipinskom novinarkom Isabel Prejsler s kojom je imao troje dece, Čabeli Iglesias, Hulio Iglesias Junior i Enrike Iglesias. Njihov je brak poništen 1979.
Godine 1985, njegov otac, Hulio Iglesias Senior, bio je kidnapovan, ali pronađen je živ nekoliko dana kasnije, što ga je podstaklo da svoju decu preseli u Majami. Kada je Iglesias imao 61 godinu, njegov tada 89-godišnji otac, iz svog drugog braka s afroamerikankom Ronom Keit ponovo je dobio decu: polubrat Haime rođen je 2004, a polusestra Rut 2006.
Godine 2010, nakon dvadesetogodišnje veze se venčao s Mirandom Rijnsburger. Par ima tri sina i ćerke bliznakinje: Migel (rođen 1997), Rodrigo (rođen 1999), Viktorija i Kristina (rođene 2001) i Giljermo (rođen 2007).
Iglesias ima investicije u Punta Kani, turističkom mestu na istoku Dominikanske Republike gde, ako nije na turneji, provodi veći deo godine. Njegova kuća na jugu Floride, na ekskluzivnom privatnom ostrvu Indian Creek Island, 2006. je stavljena na prodaju za 28 miliona dolara, što je prema Forbsu, bila "jedna od deset najskupljih kuća na jugu."

## Diskografija
| - 1969. Yo Canto - 1972. Por una mujer - 1972. Un Canto a Galicia - 1973. Soy - 1974. A Flor de Piel - 1975. El Amor - 1975. A Mexico - 1976. En El Olympia - 1976. Ein Weihnachtsabend Mit Julio Iglesias - 1976. America - 1977. A mis 33 años - 1978. Da "Manuela" A "Pensami" - 1978. As Vezes Tu, As Vezes Eu - 1978. Aimer La Vie - 1978. Emociones - 1979. Innamorarsi alla mia eta - 1979. A vous les femmes - 1980. Sentimental - 1980. Amanti - 1980. Hey! - 1981. Zartlichkeiten - 1981. Minhas cancoes preferidas - 1981. Fidèle | - 1981. De niña a mujer - 1982. Et l'amour crea la femme - 1982. Momentos - 1983. En Concierto - 1984. 1100 Bel Air Place - 1985. Libra - 1987. Tutto l'amore che ti manca - 1987. Un Hombre Solo - 1988. Non Stop - 1989. Raices - 1990. Starry Night - 1992. Calor - 1994. Crazy - 1995. La Carretera - 1996. Tango - 2000. Noche De Cuatro Lunas - 2003. Divorcio - 2005. L'homme Que Je Suis - 2006. Romantic Classics - 2007. Quelque Chose De France - 2010. Nathalie-The best of Julio Iglesias - 2010. Original album classic - 2010. The Essential: Julio Iglesias |

## Spoljašnje veze
- Zvanična stranica Hulija Iglesijasa